# Seznam bolgarskih poslovnežev
Seznam bolgarskih poslovnežev.

## B
- Maxim Behar
- Gueorgui Boyadjiev/Georgi Bojadžiev

## K
- Ignat Kaneff
- Emil Kyulev

## P
- Iliya Pavlov
- Kroum Pindoff/Krum Pindov

## V
- Vassil Vassilev

## Z
- Valentin Zlatev